# Iwan de Chaudoir
Baron Iwan Maximilianowitsch de Chaudoir (russisch Иван Максимилианович де Шодуар, ukrainisch Іван Максиміліанович де Шодуар; * 1858  auf dem Landgut Iwniza bei Schytomyr; † 5. Mai 1919 in Schytomyr) war ein ukrainischer und russischer Mäzen.

## Leben
Chaudoir war der Sohn des Insektenkundlers Baron Maximilien de Chaudoir, Enkel des Numismatikers Baron Stanislas de Chaudoir und Urenkel des Kaufmanns Jan Joseph Chaudoir, der ein großes Vermögen erworben hatte. Aufgrund des ererbten Vermögens betätigte sich Chaudoir als Mäzen und unterstützte wissenschaftliche, kulturelle, sportliche und religiöse Einrichtungen.

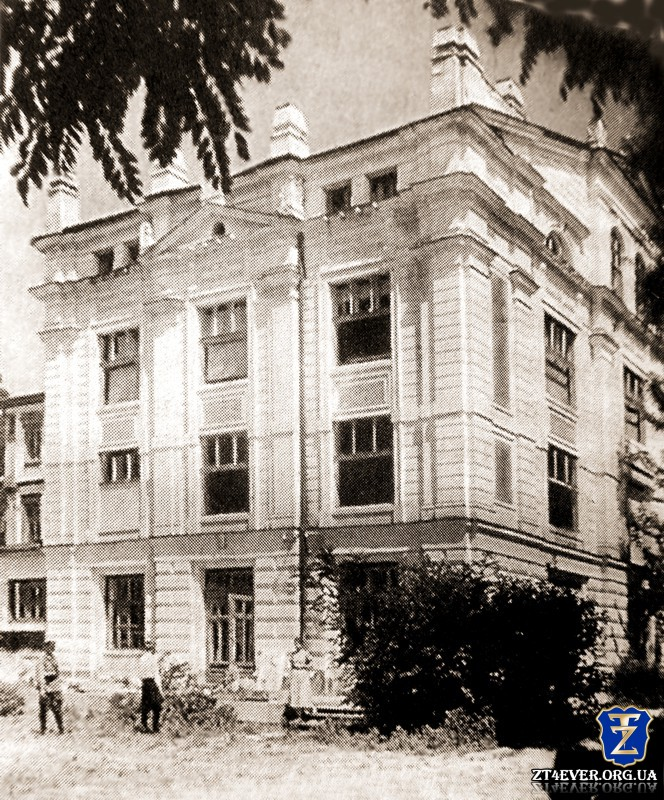
Villa Chaudoir, Schytomyr

Chaudoir legte in Schytomyr den Chaudoir-Park an (bis zum Jahr 2024 - Gagarin-Park für Kultur und Erholung) und schenkte ihn in seinem Testament der Stadt Schytomyr. 1903 ließ er sich in Schytomyr eine Villa bauen. In seine Villa überführte er 1908 aus dem Familienlandsitz Iwniza (jetzt Rajon Andruschiwka) in zwei Etappen die Familienbibliothek mit über 30.000 Bänden, die reiche Gemäldegalerie und die numismatische Sammlung seines Großvaters. In diesem Jahr weilte der Privatdozent für Slawistik der Universität Moskau K. S. Kusminski in Schytomyr und studierte die Bestände in Chaudoirs Bibliothek, in der er Raritäten entdeckte. Bald wurden durch Kusminski 92 alte kyrillisch gedruckte Bücher der Bibliothek des Staatlichen Historischen Museums als Geschenk übergeben.
Chaudoir starb infolge eines Herzinfarkts. Er wurde auf dem lutherischen Friedhof in Schytomyr begraben. In der Villa Chaudoir wurde ein Regionalmuseum eingerichtet. Im Deutsch-Sowjetischen Krieg wurde die Villa zerstört.
Im Jahr 2024 wurde der Gagarin-Park für Kultur und Erholung in Schytomyr zu Ehren des Iwan de Chaudoir umbenannt.